# اولیویا دومبروفسکا
اولیویا دومبروفسکا (لهستانی: Oliwia Dąbrowska؛ زادهٔ ۲۸ مهٔ ۱۹۸۹) بازیگر پیشین اهل لهستان است. وی بابت ایفای نقش «دخترک کت قرمز» در فیلم فهرست شیندلر شهرت دارد. کت قرمز او در فیلمی که تماماً به شیوهٔ سیاه و سفید تصویربرداری شده بود، جلب نظر می‌کرد. در سال‌های اخیر او به سبب حمایت از پناهندگان اوکراینی در جنگ روسیه و اوکراین مورد توجه رسانه‌ها قرار گرفت.